# لیسبرگ
لیسبرگ (به آلمانی: Lisberg) یک شهر در آلمان است که در بامبرگ واقع شده‌است. لیسبرگ ۱٬۷۳۹ نفر جمعیت دارد.